# Uwe Max Jensen
Max Andersen, bedre kendt som Uwe Max Jensen, (født 1972) er en dansk performancekunstner og debattør. Han har gjort sig bemærket ved flere provokerende optrin, hvor han har urineret eller defækeret på forskellige genstande. Flere af hans optrædener er blevet betragtet som hærværk, og han er flere gange straffet.

## Baggrund
Uwe Max Jensen er født i 1972 i Aalborg og opvokset i Nørresundby. Hans mor var skolelærer, og “faren arbejdede ved kommunen med at distribuere hjælpemidler til handicappede”.
Han er student fra Nørresundby Gymnasium.

## Optagelse og bortvisning fra Kunstakademiet
Jensen har i en kort periode gået på Det Jyske Kunstakademi i Århus. Her blev han optaget i 1994 efter sin anden ansøgning. Året forinden indsendte han som optagelsesprojekt en readymade bestående af en bakke leverpostej, som han ikke blev optaget på. Optagelsesudvalget ville gerne give Jensen et år til at udvikle sig og opfordrede ham til at søge igen det følgende år. Det gjorde Jensen – med den samme bakke leverpostej som foregående år, nu med mug på. Derefter blev han optaget.
Han blev smidt ud af kunstakademiet igen i 1996, fordi han havde skrevet en række læserbreve i Ekstra Bladet og B.T. om blandt andet popgruppen Take Thats opløsning, fodboldmålmand Peter Schmeichels forhold til brødrene Laudrup, afviklingen af Dansk Melodi Grand Prix og om ophobningen af affald i Århus. Nogle af læserbrevene var skrevet i eget navn og andre underskrevet med navne på professorer og lektorer ved kunstakademiet. Provokationen var dog for meget for kunstakademiet, som ekskluderede Jensen og truede med politianmeldelse. 
I 2004-08 uddannede han sig på Danmarks Journalisthøjskole.

## Optræden med urin og fækalier
Jensen vakte opmærksomhed i januar 2005, hvor han tissede i Olafur Eliassons vandskulptur Waterfalls på kunstmuseet ARoS i Århus. Ifølge ham selv udførte han et performance-værk ved navn At hæve vandstanden i en skulptur af Olafur Eliasson. Jensen blev ikke politianmeldt, men blev først tilbageholdt af museets ansatte og derefter bortvist fra museet. Derefter fik han forbud mod at vise sig på museet igen. Karantænen blev ophævet i december 2008, da museets ledelse udtalte, at de troede, at Jensen havde "erkendt, at han ikke bør øve hærværk over for kunstnerkolleger og museer".
Uwe Max Jensen har ved flere andre anledninger benyttet kropslige efterladenskaber som virkemiddel. Han udførte således performance-værket I en hel uge vil jeg kun benytte Århus Kunstmuseum, når jeg skal skide på kunstmuseet ARoS. Værket blev dog kun set af kunstneren selv, da museet forbød TV 2 at filme på museets toilet.
I juli 2005 urinerede han på en gavl og skabte dermed et midlertidigt gavlmaleri i Brande, byen, der er kendt for sine mange gavlmalerier, hvilket gav ham tilnavnet "gavltisseren" samt en bøde på 1000 kroner.
Den 16. september 2016 skaffede Uwe Max Jensen sig ifølge TV2 Nords beskrivelse ulovligt adgang til skulpturparken ved Aalborgs kunstmuseum Kunsten, hvor han ville tisse på et spejl. Da to af de ansatte forsøgte at stoppe aktionen, blev de overfaldet af Jensen. Jensen selv sagde, at han havde handlet i nødværge, men blev idømt 30 dages betinget fængsel for vold som følge af episoden.

## Politik
Uwe Max Jensen stillede op til Folketinget for partiet Stram Kurs i Nordjylland i 2019. Han begyndte en tidlig karriere i politik allerede i 2015, hvor han malede en valgplakat med sin penis. I 2017 tissede han på et spejl i Aalborgs kunstmuseum Kunsten, i forbindelse med et besøg af en italiensk kunstner. Her blev han idømt 30 dages betinget fængsel og 40 timers samfundstjeneste. Hans forsvarsadvokat var Rasmus Paludan. Hans primære mærkesag i valget 2019 har været at lukke Statens Kunstfond, som har til formål at fremme kunsten i Danmark og dansk kunst i udlandet. Jensen er selvudnævnt kunster, og er kulturordfører i Stram kurs. Han delte et billede af sin stemmeseddel på Twitter med teksten "Det er lidt ligesom at give sig selv et like på Facebook", og med et kryds ved eget navn. Denne handling fik ingen konsekvenser. 

## Værker
- En penis til Luther - taper sin penis fast til den kirkedør, hvor Martin Luther hængte sine teser op, 2016[18]
- Du bringer mit pis i kog – hans egen urin i en kogekedel
- Halve sandheder – en bibel og en koran skåret midt over
- Mors vaskeri, hvor hans mor under en udstilling på Trapholt i Kolding vaskede og strøg gæsternes tøj
- Som en snebold i helvede – En poetisk appropriation
- Det svensk-pakistanske flag – olie på lærred, 2007 (privateje)
- At hæve vandstanden i en skulptur af Olafur Eliasson, 2005
- I en hel uge vil jeg kun benytte Århus Kunstmuseum, når jeg skal skide